# Montpezat, Lot-et-Garonne

Montpezat este o comună în departamentul Lot-et-Garonne din sud-vestul Franței. În 2009 avea o populație de 583 de locuitori.

## Evoluția populației
| An        | 1975 | 1982 | 1990 | 1999 | 2006 | 2009 |
| --------- | ---- | ---- | ---- | ---- | ---- | ---- |
| Populație | 588  | 600  | 611  | 595  | 584  | 583  |